# (303775) 2005 QU182
(303775) 2005 QU182 – planetoida, obiekt transneptunowy należący do dysku rozproszonego.
Duża jasność absolutna ok. 3,81m kwalifikuje obiekt do największych kandydatów na planetę karłowatą.

## Orbita
Planetoida przeszła przez peryhelium w 1971 roku, a w 2025 roku znajdowała się ponad 56 j.a. od Słońca. Już po odkryciu udało się ją zlokalizować na wcześniejszych zdjęciach wykonanych począwszy od 17 czerwca 1974 roku.

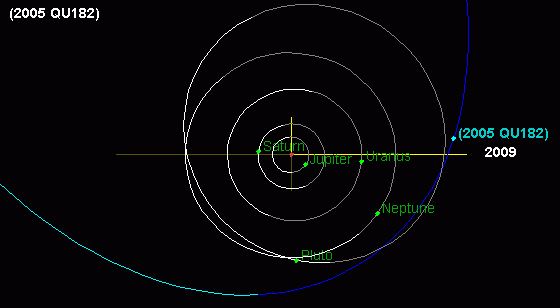
(303775) 2005 QU_{182} potrzebuje około 1200 lat na jeden obieg wokół Słońca.